# Sussex (království)
Sussex (staroanglicky Sūþseaxna rīce, tj. království Jižních Sasů, anglicky Kingdom of the South Saxons) bylo jedním ze sedmi anglosaských království, jehož hranice se částečně shodují s původním britonským královstvím Regnensů a pozdějším hrabstvím Sussex.

## Historie
Podle Anglosaské kroniky se v roce 477 vylodilo vojsko pod vedením Ælly v místě zvaném Cymenes ora a porazilo místní obyvatele. Je zaznamenána i další bitva na místě Mearcredes burne roku 485 a roku 491 vyplenil Ælla se svým synem Cissou hrad Pevensey a pobil všechny jeho obyvatele. Ælla je popisován Bedou Ctihodným jako první vůdce, který držel „imperium“ neboli nadvládu nad jinými anglosaskými královstvími, ale konkrétní data nemusí být úplně přesná, protože jeho text byl napsán o několik století později.
Až do roku 607 neexistují záznamy o Sussexu. V tomto roce se utkal wessexský král Ceolwulf s Jižními Sasy. Roku 681 se sv. Wilfrid z Yorku na své pouti z Northumbrie zastavil v Sussexu, aby si tady odpočinul a zůstal zde až do roku 686 a obrátil jeho obyvatele na křesťanství. Podle Bedy Ctihodného byl král Æthelwealh již dříve pokřtěn v Mercii. Tento král později věnoval Wilfridovi půdu pro založení opatství v Selsey, které se stalo sídlem biskupů Jižních Sasů a existovalo až do roku 1075.
Krátce nato byl ale král Æthelwealh zavražděn a království bylo vypleněno wessexským princem Cædwallou. Ten byl ale vyhnán dvěma šlechtici Berthunem a Andhunem, kteří se ujali vlády v království. Roku 686 se Sussex účastnil v útoku na Kent, ale po neúspěchu jejich území přešlo pod správu Wessexu.
Údaje o dalším období jsou již jen útržkovité. Z počátku 8. století existuje několik listin vydaných králem Nothhelmem, ale jejich přesné datum nemusí být přesné. Roku 825 se Sussex podrobil wessexskému králi Ecgberhtovi a byl ovládnut královstvím Wessex. Zdá se, že o něco později byl spravován spolu s Kentem.
Roku 1009 hrál důležitou roli v politice země Wulfnoth Cild, správce Sussexu. Plavba lodí, jejichž byl velitelem, dopadla katastrofálně. Lodě se v bouři dostaly na pobřeží a jeho muži je spálili, což znamenalo zkázu anglického loďstva. Roku 1011 Sussex spolu s větší části jižní Anglie ovládli Dánové. Wulfnoth byl otcem Godwina, který byl jmenován roku 1020 hrabětem z Wessexu. Po jeho smrti byl jeho následníkem jeho syn Harold Godwinson (pozdější král Harold II.).